# Lacrimula burrowsi
Lacrimula burrowsi är en mossdjursart som beskrevs av Cook 1966. Lacrimula burrowsi ingår i släktet Lacrimula och familjen Batoporidae. Inga underarter finns listade i Catalogue of Life.